# Paul Sérusier
Paul Sérusier (Parigi, 9 novembre 1864 – Morlaix, 7 ottobre 1927) è stato un pittore francese post-impressionista, associato al movimento dei Nabis.

## Biografia
Nacque da una famiglia benestante di ceto medio e suo padre, un uomo d'affari che lavorava nell'industria del profumo, si assicurò che ricevesse un'educazione classica. Nel 1875, Sérusier fu ammesso al liceo Condorcet dove studiò filosofia classica, greco, latino e scienze. Ricevette i suoi due diplomi nel 1883, di filosofia e di scienze.
Nel 1885, dopo aver lavorato per un breve periodo nella società di un amico del padre, entrò alla prestigiosa Académie Julian per studiare arte. Di carattere gentile, simpatico, fece subito amicizia sia con gli studenti sia con i professori. La sua amicizia con Maurice Denis data da quest'epoca. Il primo successo giunse nel 1888 con Le Tisserand (Il Tessitore) ispirato al naturalismo fotografico e per questa opera ricevette una menzione al Salon des Indépendants.
Trascorse l'estate del 1888 a Pont-Aven, in Bretagna, una città che attirava allora molti artisti francesi e stranieri. Là, la sua attenzione cadde su un piccolo gruppo d'artisti che gravitavano intorno a Émile Bernard e Paul Gauguin. Si avvicinò al gruppo e ricevette anche una lezione gratuita da Gauguin. Sotto la sua guida dipinse sul coperchio di una piccola scatola di sigari un paesaggio. Gauguin lo incoraggiò a liberarsi della costrizione imitativa della pittura, a usare colori puri, vivaci, accesi, a non esitare ad esagerare le sue fantasie e a dare ai suoi dipinti la sua propria logica decorativa e simbolica.

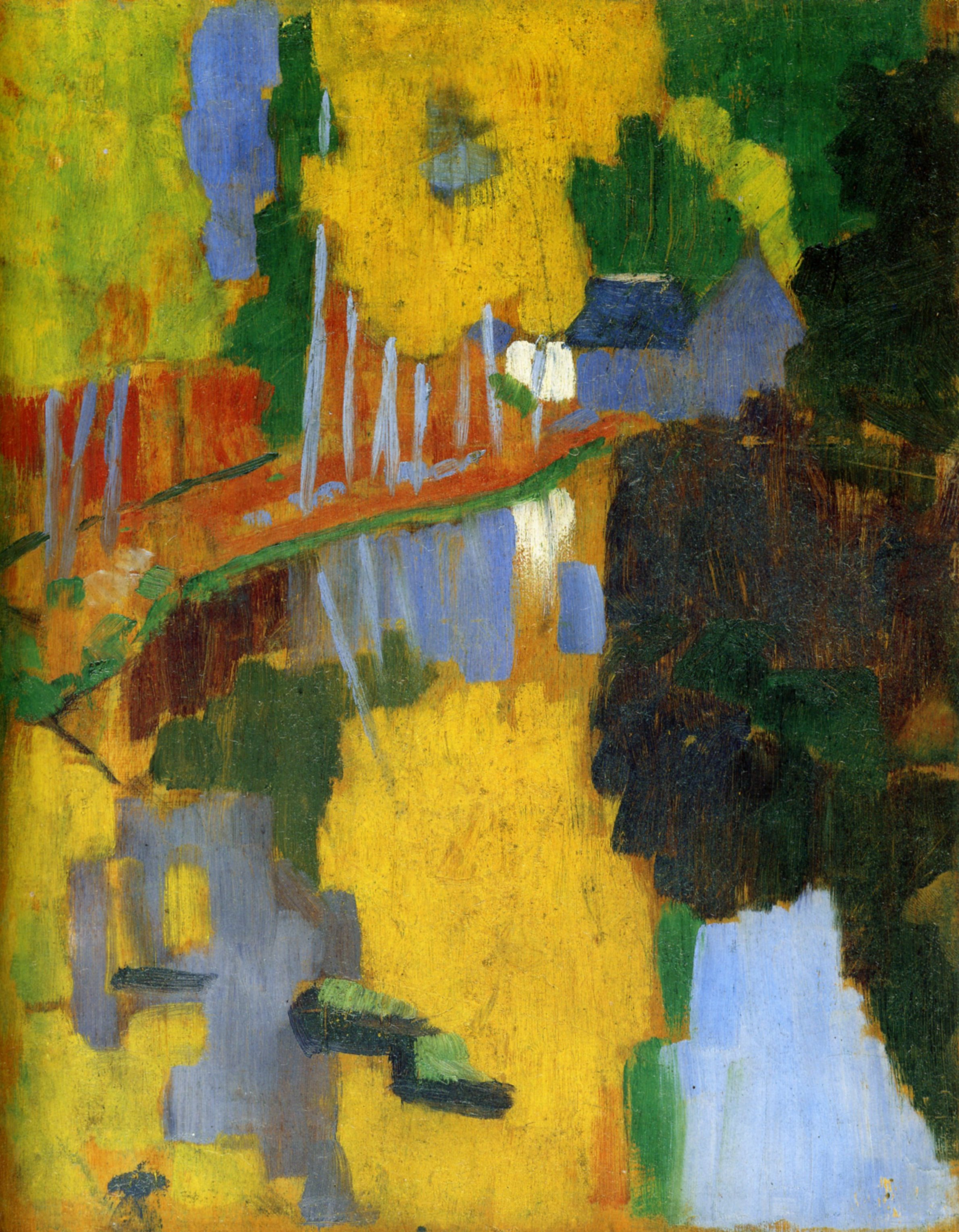
Il talismano, 1888; olio su tavola, 27 x 22 cm; Parigi, Museo d'Orsay

Sérusier ritornò quindi a Parigi con il suo piccolo dipinto e con entusiasmo lo mostrò ai suoi compagni, facendoli partecipi delle sue nuove idee apprese da Gauguin. Il quadro fu chiamato Le Talisman  (Il Talismano). Dibattiti infiammati si svilupparono tra lui e gli altri studenti.
Con i suoi amici Pierre Bonnard, Maurice Denis, Henri Ibels e Paul Ranson, che condividevano le sue idee, Sérusier formò un gruppo, i Nabis ("profeta" in ebraico). Si incontravano regolarmente per parlare di problemi teorici d'arte, di simbolismo,  di scienze occulte e di esoterismo. In seguito, Armand Seguin, Édouard Vuillard, Ker-Xavier Roussel  e Roger de la Fresnaye si unirono ai Nabis. Tuttavia, dopo la partenza di Gauguin per Tahiti nel 1891, il gruppo si dissolse. Nel dicembre dello stesso anno Sérusier esporrà alla prima mostra dei Nabis.
Ritornò in Bretagna nell'estate del 1892, nel piccolo villaggio di Huelgoat dove restò due anni. Dipinse figure monumentali e solide di contadini bretoni. La sua tavolozza cambiò, non utilizzava più i colori puri ma li attenuava con il grigio e le linee erano meno fluide.
Trascorse i suoi inverni a Parigi, lavorando con il suo amico Lugné-Poe, fondatore del Théâtre de l'Œuvre. Molti degli artisti Nabis, Sérusier incluso, lavorarono agli scenari e ai costumi del teatro simbolista. Gli artisti esprimevano il loro ideale di semplificazione e di sintesi di diversi mezzi d'espressione.

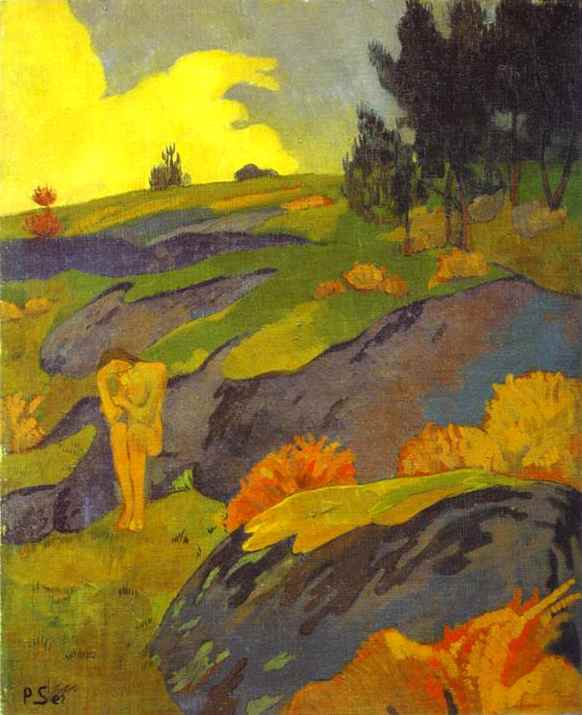
Ève Bretonne ou Mélancolie, 1914

Nel 1895, Sérusier accettò l'invito del suo amico Jan Verkade, diventato monaco, a visitare il monastero benedettino di Beuron, in Germania. Per i monaci-artisti del monastero le leggi della bellezza erano divine, misteriosamente nascoste nella natura, e non potevano essere rivelate che agli artisti che possedevano un senso delle proporzioni e dell'armonia delle forme —  Dio fece lo Spirito Santo secondo la misura, il numero e il peso.
Questa dottrina lo entusiasmò e di ritorno a Parigi, tentò di convincere gli amici della sua originalità e importanza, ma non incontrò il successo sperato e Sérusier si allontanò da loro.
Dopo diversi viaggi a Beuron si trasferì in Bretagna, e applicò la dottrina dei monaci sviluppando un'arte basata sui calcoli e le misure.
I suoi studi tardivi sull'arte egiziana, i primitivi italiani e gli arazzi del Medioevo lo portarono ad opere decorative, giudicate in un certo qual modo “fuori del tempo”.
Insegnò regolarmente all'Académie Ranson dal 1908.
Nel 1921 pubblicò l'ABC de la peinture (ABC della pittura), un breve trattato nel quale sviluppava una teoria delle curve e delle forme semplici, una teoria dei colori e un metodo di ricerca dei colori smorzati. Si tratta della memoria di tutte le sue ricerche estetiche.
Sérusier morì nel 1927 a Morlaix.

## Musei
Elenco dei musei che espongono opere dell'artista:
- Musée Malraux, Le Havre
- Museum of Fine Arts, Houston
- Museum of Fine Arts, Boston
- National Gallery of Art, Washington
- National Gallery of Canada, Ottawa
- Norton Simon Museum, Pasadena
- Museo d'Orsay, Parigi
- Museo Thyssen-Bornemisza, Madrid
- Musée des Beaux-Arts, Quimper
- Van Gogh Museum, Amsterdam